# Жорж Брасенс
Жорж Брасенс (на френски: Georges Brassens) е френски певец и автор на песни.

## Биография
Роден е на 22 октомври 1921 година в град Сет, Лангедок.
От началото на 1950-те години започва да се занимава професионално с музика и през следващите години става известен, най-вече със своите авторски песни. Често е сочен за един от най-значимите френски поети на втората половина на XX век.
Жорж Брасенс умира на 29 октомври 1981 година в Сен Жели дю Феск.

## Дискография
Студийни албуми
- 1952: La Mauvaise Réputation
- 1953: Le Vent (или Les Amoureux des bancs publics)
- 1954: Les Sabots d'Hélène (или Chanson pour l'Auvergnat)
- 1956: Je me suis fait tout petit
- 1957: Oncle Archibald
- 1958: Le Pornographe
- 1960: Les Funérailles d'antan (или Le Mécréant)
- 1961: Le Temps ne fait rien à l'affaire
- 1962: Les Trompettes de la renommée
- 1964: Les Copains d'abord
- 1966: Supplique pour être enterré à la plage de Sète
- 1969: Misogynie à part (или La Religieuse)
- 1972: Fernande
- 1976: Trompe la mort (или Nouvelles chansons)
- 1979: Brassens-Moustache jouent Brassens en jazz
- 1982: Georges Brassens chante les chansons de sa jeunesse

Концертни албуми
- 1973: Georges Brassens in Great Britain
- 1996: Georges Brassens au TNP (записан през 1966)
- 2001: Georges Brassens à la Villa d'Este (записан през 1953)
- 2001: Bobino 64
- 2006: Concerts de 1959 à 1976 (включва концерти от 1960, 1969, 1970, 1973 и 1976)